# Eumacronychia caneloensis
Eumacronychia caneloensis är en tvåvingeart som beskrevs av Henry Jonathan Reinhard 1965. Eumacronychia caneloensis ingår i släktet Eumacronychia och familjen köttflugor.
Artens utbredningsområde är Arizona. Inga underarter finns listade i Catalogue of Life.